# Arhopala apurpurosa
Arhopala apurpurosa är en fjärilsart som beskrevs av Barlow, Banks och Holloway 1971. Arhopala apurpurosa ingår i släktet Arhopala och familjen juvelvingar. Inga underarter finns listade i Catalogue of Life.